# Schwarzach (Naab)
Die Schwarzach ist ein linker Nebenfluss der Naab in der Tschechischen Republik und in Bayern. Sie ist mit ihrem linken, nordöstlichen Oberlauf rund 95 km lang.  Dieser wird zuweilen unter dem Namen Böhmische Schwarzach (tschechisch: Nemanický potok) als eigenständiger Fluss angesehen.
Im nördlichen Bayern gibt es noch weitere Flüsse des Namens Schwarzach, darunter eine Schwarzach zur Rednitz und eine Schwarzach zur Altmühl von ähnlicher Größe, die recht nahe verlaufen.

## Verlauf
Die Schwarzach entspringt im tschechischen Teil des Oberpfälzer Waldes (tschech. Český les) östlich der Ortschaft Závist (deutsch Neid, Gemeinde Rybník) direkt an der europäischen Hauptwasserscheide; nur wenige hundert Meter nördlich der Quelle liegt die Quelle der Radbuza, die über Moldau und Elbe zur Nordsee entwässert. Im Oberlauf fast genau nach Süden fließend, überschreitet die Schwarzach kurz hinter dem Ort Nemanice (deutsch Wassersuppen), von dem sich auch ihr tschechischer Name Nemanický potok ableitet, die Grenze nach Bayern, wo sie ab Waldmünchen die Hauptrichtung Westen einhält.
Weitere Orte an der Schwarzach sind Schönthal, Rötz, Neunburg vorm Wald und Schwarzach bei Nabburg. Westlich gegenüber der Mündung liegt rechts der Naab der Markt Schwarzenfeld.
Bereits 1250 wurde die „Swarza“ erwähnt. An der Schwarzach entstanden zahlreiche Mühlen, Sägen, Hämmer und in der Mitte des 18. Jahrhunderts Glasschleifen und Polierwerke. Um 1850 gab es über 30 Schleifen und Polierwerke an der Schwarzach, deren Niedergang vor dem Zweiten Weltkrieg einsetzte.
Zuweilen nennt man den etwa 24 km langen, in Tschechien entspringenden Oberlauf der Schwarzach bis zur Zumündung der Bayerischen Schwarzach auch Böhmische Schwarzach und versteht ihn als eigenständigen Fluss. Mit dieser Auffassung entstünde die Schwarzach dann erst aus dem Zusammenfluss der linken Böhmischen und der rechten Bayerischen Schwarzach nahe dem Waldmünchner Ortsteil Kritzenast.

## Einzugsgebiet und Zuflüsse
Die Schwarzach entwässert weite Teile des südlichen Oberpfälzer Waldes in Bayern und Teile des südwestlichen Böhmerwalds (Český les) in Tschechien.
Die nachfolgende Tabelle enthält die Nebenflüsse und -bäche vom Zusammenfluss der Böhmischen mit der Bayerischen Schwarzach bis zur Mündung der Schwarzach in die Naab. Die Zuflüsse der teilweise zur Schwarzach gezählten Böhmischen Schwarzach sind in deren Artikel aufgeführt.
| Linke Zuflüsse | Rechte Zuflüsse | Einzugsgebiet |
| - Böhmische Schwarzach - Stanabach - Rhaner Bach - Abfallbach - Pfefferbach - Heinzelbach - Birketbach - Wolfsbach - Rinnerbach - Rötzerbach - Roßgartengraben - Schlottbach - Auerbach - Weidingbach | - Bayerische Schwarzach - Langerbach - Tannen-Bach - Rötzbach - Grenzbach - Taubenwiesbach - Pfaffenbach - Ascha - Baslmühlbach - Laubenbach - Hundsbach - Seebach - Murach - Trossauer Bach - Katzbach - Richtgraben |               |

## Hochwasserregulierung
Das Flusssystem durchläuft drei Stauseen zur Hochwasserregulierung: den bei Waldmünchen gelegenen Perlsee, den bei Treffelstein gelegenen Silbersee (der von der Bayerischen Schwarzach, einem Oberlauf der Schwarzach, durchflossen wird) und den bei Neunburg vorm Wald und Rötz gelegenen Eixendorfer Stausee. Der Perlsee hat beim Dauerstauziel eine Fläche von etwa 21 Hektar, der Silbersee von etwa 55 Hektar. Die Schwarzach wird zwischen Neunburg vorm Wald und Rötz zum Hochwasserschutz und zur Stromgewinnung zum (bei Normalstau) etwa 100 Hektar großen Eixendorfer See aufgestaut. In diesem See versanken Eixendorf, Wutzschleife, Höllmühle, Obermühle, Seebarnhammer und eine Teilstrecke der ehemaligen Bahnlinie Bodenwöhr–Rötz. Die Talsperre wurde 1975 in Betrieb genommen.

## Bildergalerie

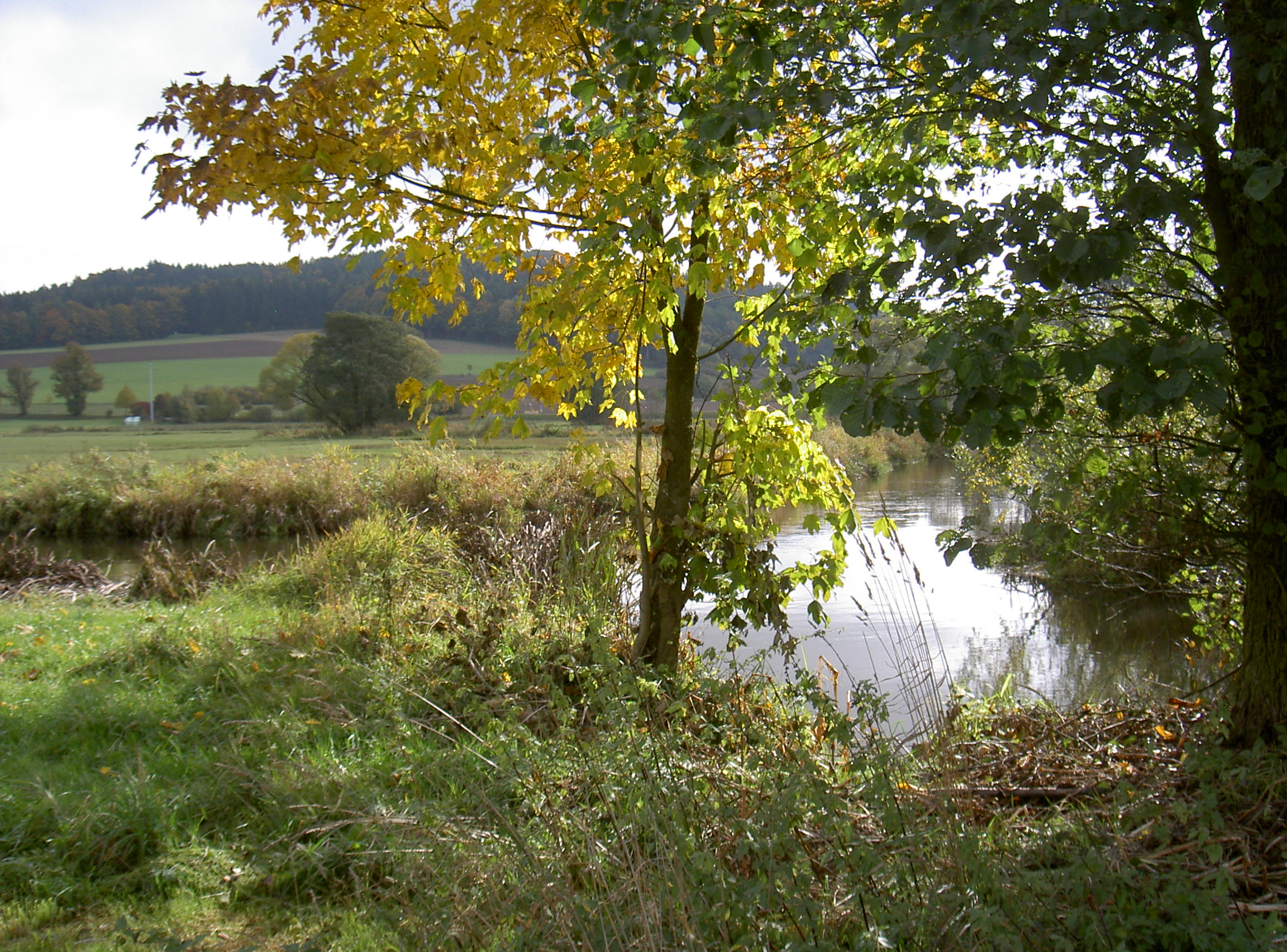
Zusammenfluss der Böhmischen (links) und der Bayerischen (rechts) Schwarzach zur Schwarzach bei Kritzenast
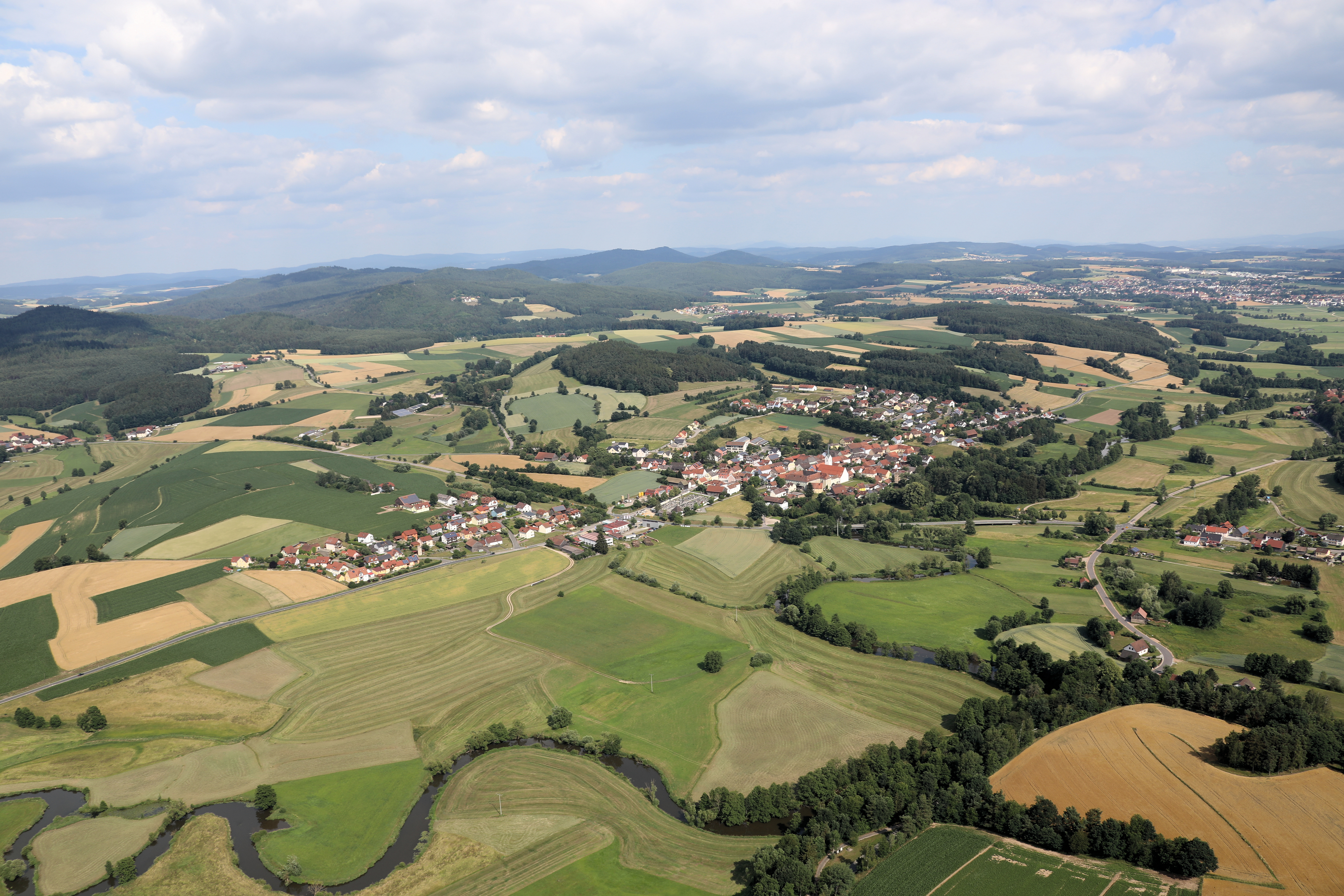
Fluss Schwarzach bei Schwarzhofen (2018)
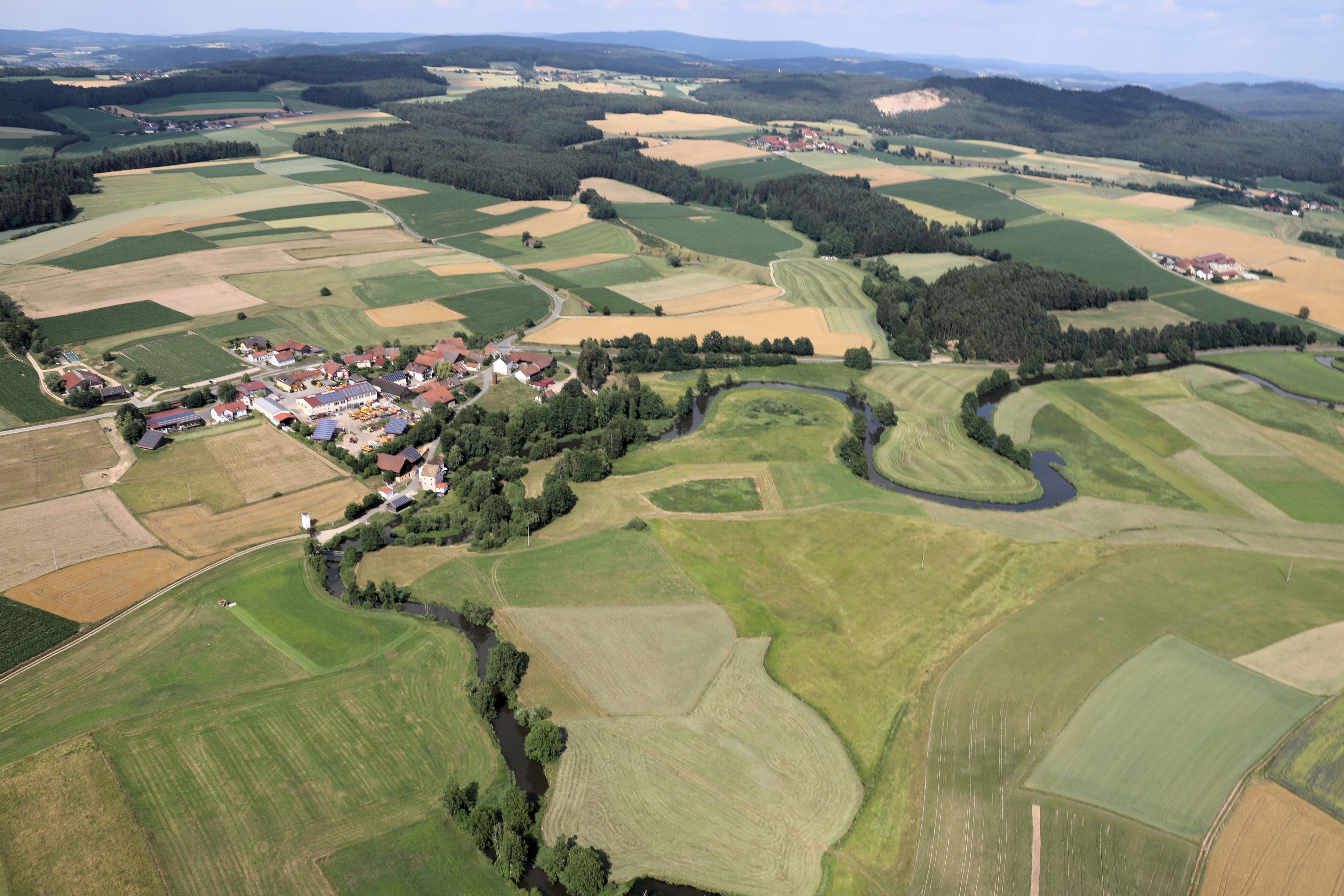
Fluss Schwarzach bei Girnitz (2018)
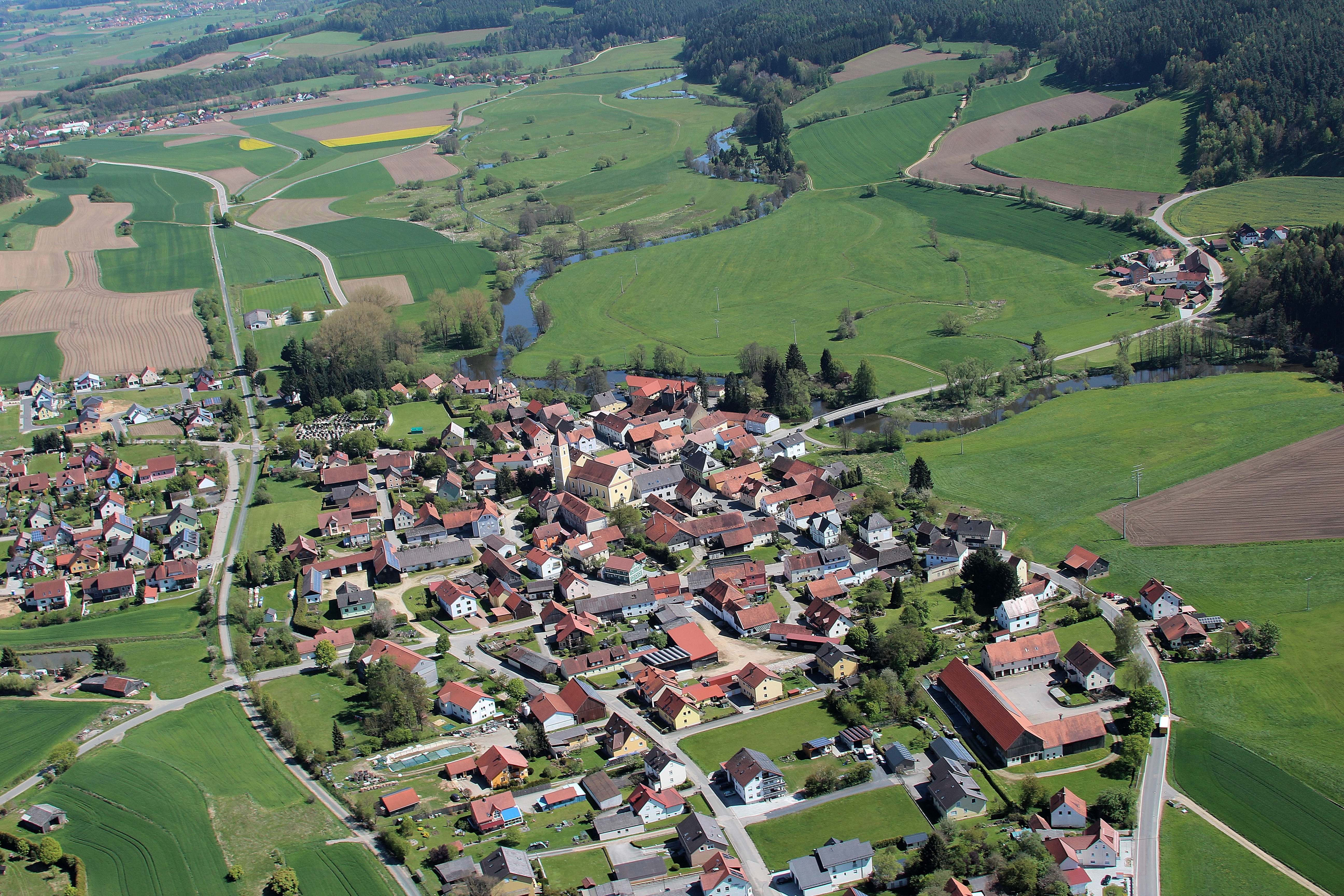
Altendorf mit Fluss Schwarzach (2017)
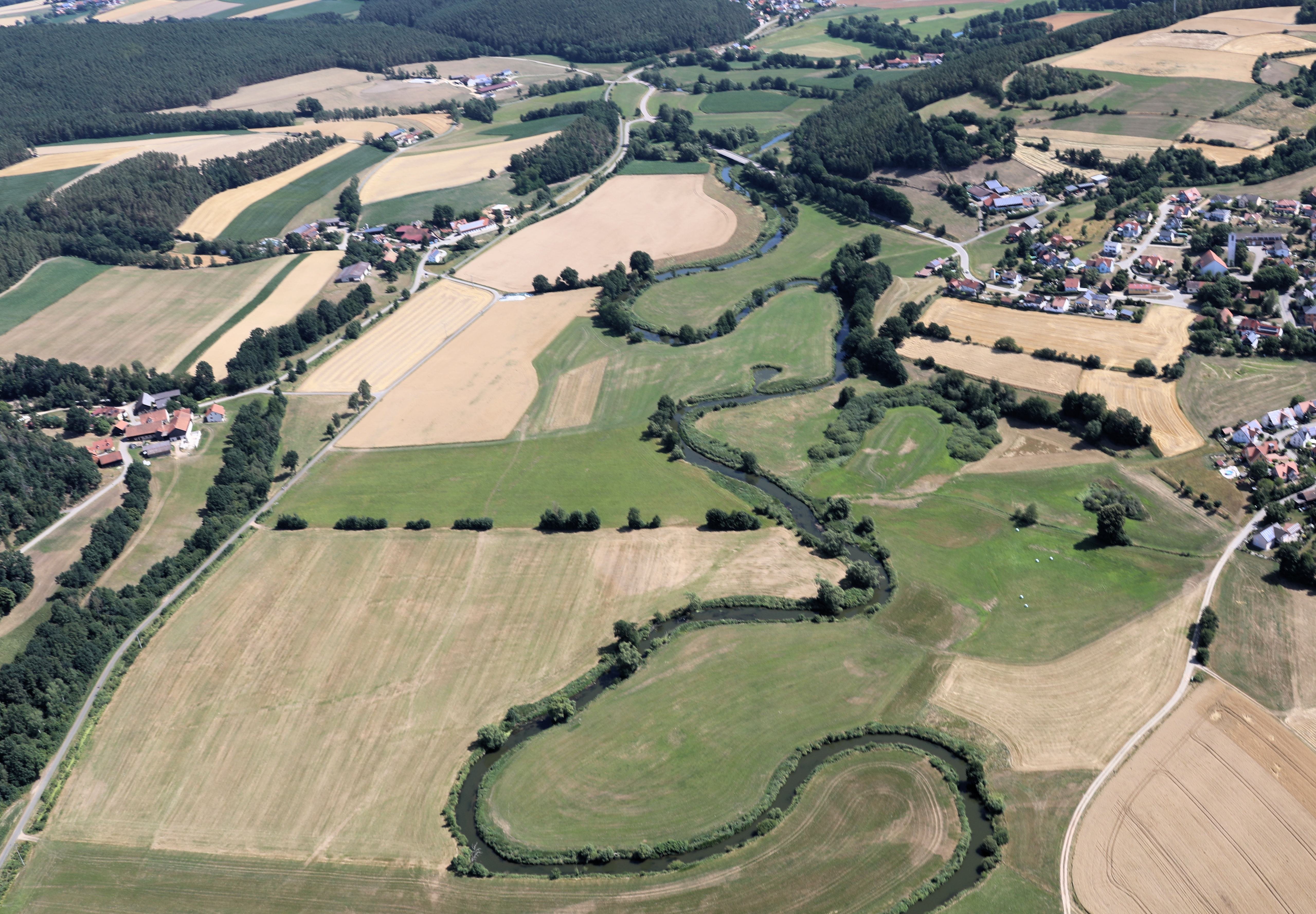
Fluss Schwarzach bei Altfalter (2022)
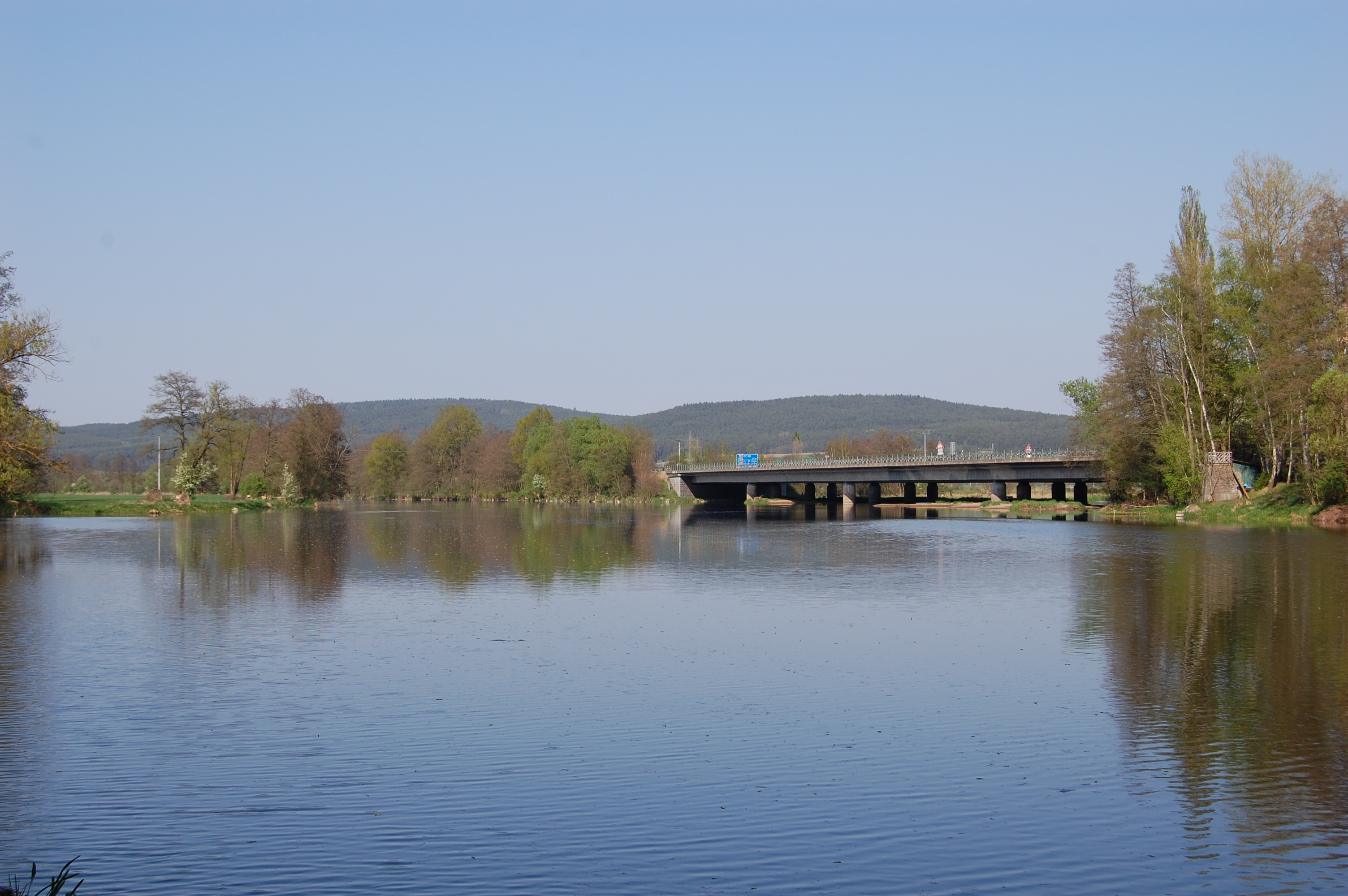
Die Schwarzach mündet in die Naab.

### Gewässerverzeichnis Bayern („GV“)
1. 1 2  Länge nach: Verzeichnis der Bach- und Flussgebiete in Bayern – Flussgebiet Naab des Bayerischen Landesamtes für Umwelt, Stand 2016 (PDF; 4,0 MB)
2. ↑  Einzugsgebiet nach: Verzeichnis der Bach- und Flussgebiete in Bayern – Flussgebiet Naab des Bayerischen Landesamtes für Umwelt, Stand 2016 (PDF; 4,0 MB)

### Sonstige
1. ↑  BayernAtlas der Bayerischen Staatsregierung (Hinweise)
2. ↑  Deutsches Gewässerkundliches Jahrbuch Donaugebiet 2006 Bayerisches Landesamt für Umwelt, S. 159, abgerufen am 4. Oktober 2017, Auf: bestellen.bayern.de (PDF, deutsch, 24,2 MB).
3. ↑  Bayerisches Landesamt für Umwelt, Staatliche Wasserspeicher, Perlsee, abgerufen am 23. Juli 2015
4. ↑  Bayerisches Landesamt für Umwelt, Staatliche Wasserspeicher, Silbersee, abgerufen am 23. Juli 2015
5. ↑  Bayerisches Landesamt für Umwelt, Staatliche Wasserspeicher, Eixendorfer See, abgerufen am 23. Juli 2015